# Turnu Ruieni
Turnu Ruieni – wieś w Rumunii, w okręgu Caraș-Severin, w gminie Turnu Ruieni. W 2011 roku liczyła 825 mieszkańców. 